# Cenade
Cenade je  obec v župě Alba v Rumunsku. Žije zde přibližně 1 000 obyvatel. Součástí obce jsou i dvě okolní vesnice.

## Části obce
- Cenade – 1 022 obyvatel
- Capu Dealului
- Gorgan – 9 obyvatel